# Lill-Hamnskäret
Lill-Hamnskäret, Nederlands: klein eiland voor de haven, is een van de eilanden van de Lule-archipel. Lill-Hamnskäret ligt ongeveer 150 meter uit de kust van het vasteland van Zweden, daar Stor-Hamnskäret. Het heeft geen oeververbinding en geen bebouwing. Met de haven in de naam wordt de haven van Alhamn bedoeld.